# Sayaka Osakabe
Sayaka Osakabe (小酒部 さやか Osakabe Sayaka?, born May 29, 1978) es una activista japonesa por los derechos de la mujer. Ha emprendido acciones legales para que se aplique la ley de igualdad de oportunidades de Japón y ha conseguido que el gobierno reconozca que el acoso materno es ilegal. 
En 2015 fue galardonada con el Premio Internacional a las Mujeres de Coraje del Departamento de Estado de Estados Unidos.

## Biografía
Osakabe nació en Japón en 1978. Trabajaba como editora de una revista cuando se quedó embarazada. En lugar de aprobar jornadas laborales más cortas, su jefe trató de presionarla para que dejara su trabajo. Después de sufrir dos abortos espontáneos, Osakabe solicitó un permiso de ausencia aprobado en caso de que volviera a quedar embarazada y se le negó. Osakabe renunció a su trabajo bajo presión y llevó su caso ante un tribunal laboral. En junio de 2014, ganó su caso y formó un grupo de apoyo llamado Matahara neto, utilizando un portmandeau de las palabras inglesas "mat ernity un nd hara ssment" para crear el nombre, que ahora se ha convertido en un término legal.
El 18 de septiembre de 2014, miembros de Matahara asistieron a un juicio en el Tribunal Supremo en apoyo de otra mujer que atravesaba una situación similar. La mujer fue degradada por su empleador del hospital durante su embarazo. Un fallo de un tribunal inferior determinó que estaba "dentro del alcance de la autoridad del hospital sobre cuestiones de personal retirarla de su puesto de supervisora", pero la Ley de Igualdad de Oportunidades de Empleo de Japón prohíbe específicamente la degradación por embarazo. En un fallo histórico emitido el 23 de octubre de 2014, la Corte Suprema de Japón anuló los veredictos de los tribunales inferiores y dictaminó que la degradación u otras medidas punitivas basadas en el embarazo violan la Ley de Igualdad de Oportunidades en el Empleo.
Osakabe continúa sus esfuerzos con Matahara Net promoviendo el empoderamiento de las mujeres. Su objetivo es cambiar las políticas públicas y la percepción social para que todas las mujeres, en lugar de unas pocas élites, tengan las mismas oportunidades laborales. Gracias a las acciones y el compromiso de Osakabe, el acoso materno ha sido castigado por la ley en Japón desde 2017.
A partir de 2019, el Foro Económico Mundial clasifica a Japón en el puesto 121 del mundo en igualdad en el lugar de trabajo y las estadísticas laborales oficiales muestran que una de cada cuatro mujeres trabajadoras ha sufrido acoso por maternidad. Aunque la ley japonesa garantiza a las mujeres el derecho a buscar roles menos exigentes físicamente durante el embarazo y permite 14 semanas de licencia por maternidad o licencia parental, para cualquiera de los padres, junto con el parto, muchas mujeres no utilizan las garantías debido a la percepción de inseguridad laboral.

## Premios y reconocimientos
En 2015 fue galardonada con el Premio Internacional a las Mujeres de Coraje del Departamento de Estado de Estados Unidos.